# Bombni napad v Velikovcu
Bombni napad v Velikovcu je bil teroristični napad, ki se je zgodil 18. septembra 1979 v Velikovcu na Avstrijskem Koroškem. V napadu je bil uničen mestni muzej in ranjeni trije ljudje, vključno z obema napadalcema. To je bil zadnji bombni napad v seriji 20 napadov, ki so se pričeli leta 1972.

## Napad
Napad sta izvedla 33-letni elektrotehnik Luka Vidmar, sin narodnega heroja Toneta Vidmarja - Luke, in 28-letna Marija (Marina) Blaj (tudi Marija Lorger-Blaj), ki sta v Velikovec pripotovala iz Ljubljane. 
Napad je bil izveden v prostoru velikovškega Domovinskega muzeja, ki je imel razstavo o koroškem obrambnem boju (nemško Kärntner Abwehrkampf). Vidmar in Blajeva sta s pomočjo nakupovalne torbe v muzej prinesla eksplozivno telo, ki se je predčasno aktiviralo kmalu po 17.00. Eksplozija je uničila celoten muzej, pri čemer sta bila hudo ranjena Vidmar (izgubil je desno nogo) in muzejski delavec; Blajevi je uspelo pobegniti, a jo je policija kmalu ujela. 
Naslednje leto sta bila oba na Dunaju obsojena na štiriletno zaporno kazen. A že septembra 1981 (po šestih mesecih zapora) sta bila zamenjana za dva vohuna avstrijskih oboroženih sil, ki sta bila zajeta v Jugoslaviji. Na triletno zaporno kazen pa je bil obsojen tudi Ivan Mrevlje, koroški Slovenec, ki je atentatorjema logistično pomagal.

## Posledice
Koroški Slovenci, katere so nekateri skrajno desni avstrijski politiki videli kot agente Jugoslavije, so bili zaradi tega še bolj na udaru, saj se je okrepila protislovenska retorika.
Stane Kavčič je v svojem dnevniku, ki je bil objavljen marca 1988, zapisal, da sta Vidmar (elektrotehniški sodelavec SDV) in Blajeva napad izvršila na ukaz Službe državne varnosti (SDV), ki jo je takrat vodil Tomaž Ertl. Slednji je to zanikal..
Marca 2010 je poslanec SDS Jože Tanko na predsednika Slovenije Danila Türka naslovil 10 vprašanj glede njegove vpletenosti v napad. Slednji je bil namreč v času napada strokovni sodelavec (sekretar) komisije za manjšinska in izseljenska vprašanja pri Socialistični zvezi delovnega ljudstva (SZDL); decembra 1979 pa je postal predsednik le-te komisije in član izvršnega odbora SZDL. Türk je kakršnokoli osebno vpletenost v napad zanikal.
Maja istega leta je koroško deželno glavarstvo naslovilo resolucijo na avstrijskega kanclerja Wernerja Faymanna, zunanjega ministra Michaela Spindeleggerja, notranjo ministrico Mario Fekter in pravosodno ministrico Claudio Bandion-Ortner, v kateri je zahtevalo, da se ustanovi preiskovalna komisija o napadih v 70. letih 20. stoletja in pridobi tudi dokumente iz slovenskih arhivov.
V začetku leta 2011, ko se je pričela afera Sovini arhivi, je poslanec in predsednik SDS Janez Janša dejal, da obstaja možnost, da SOVA in Arhiv Republike Slovenije preprečujeta dostop do arhivskega gradiva, ker so v tem sklopu gradiva omenjena tudi imena, vpletena v napad leta 1979, pri čemer je ponovno izpostavil vlogo Türka. Kasneje se je izkazalo, da je dokument, na podlagi katerega je stranka SDS obtoževala predsednika države, prirejen.